# Вятское (Астраханская область)
Вятское — село в Красноярском районе Астраханской области России. Входит в состав Джанайского сельсовета.

## География
Село находится в юго-восточной части Астраханской области, в дельте реки Волги, на левом берегу реки Бузан, на расстоянии примерно 16 километров (по прямой) к северо-западу от села Красный Яр, административного центра района. Абсолютная высота — 26 метров ниже уровня моря.
Климат умеренный, резко континентальный. Характеризуется высокими температурами летом и низкими — зимой, малым количеством осадков, а также большими годовыми и летними суточными амплитудами температуры воздуха.

## Население
| 2002 | 2010 | 2013 | 2014 | 2017 |
| ---- | ---- | ---- | ---- | ---- |
| 11   | ↘3   | ↗18  | ↗19  | ↘17  |

По данным Всероссийской переписи, в 2010 году численность населения села составляла 3 человека (2 мужчины и 1 женщина). Согласно результатам переписи 2002 года, в национальной структуре населения казахи составляли 64 %, татары – 36 %.

## Улицы
Уличная сеть села состоит из одной улицы (ул. Береговая).